# Tomáš Machula
Tomáš Machula (* 12. srpna 1971 Kyjov) je český katolický teolog a filosof, děkan Teologické fakulty Jihočeské univerzity v letech 2008 až 2016 a rektor Jihočeské univerzity v Českých Budějovicích v letech 2016 až 2020.

## Život
V Kyjově vystudoval gymnázium a poté chemii životního prostředí na VŠCHT v Praze. Po převratu v roce 1989 začal vedle chemie studovat i teologii. Filosofickým studiím, která zakončil v roce 2006 vědeckým doktorátem se věnoval na Filosofické fakultě Karlovy univerzity. V roce 2008 dosáhl doktorátu na Teologické fakultě Jihočeské univerzity. V roce 2010 habilitoval na Filosofické fakultě Univerzity Palackého a získal docenturu. Od té doby působí jako docent (od roku 2021 jako profesor) na katedře filosofie a religionistiky TF JU. Zde přednáší filosofickou antropologii, filosofickou etiku a středověkou filosofii. Dále je samostatným vědeckým pracovníkem na Filosofickém ústavu AV ČR.
Tomáš Machula patří mezi žáky Stanislava Sousedíka. Ve své badatelské činnosti se zaměřuje na filosofii a teologii středověké a novověké scholastiky, z velké části Tomášem Akvinským. V systematické oblasti je středem jeho zájmu především etika ctností a filosofie člověka. Je autorem řady odborných publikací a článků; významně se podílí na projektu českého překladu Teologické summy Tomáše Akvinského, který po jednotlivých svazcích vydává nakladatelství Krystal.
V letech 2008–2012 byl ve funkci děkana Teologické fakulty Jihočeské univerzity a následně byl zvolen pro období do roku 2016. V roce 2016 byl ve čtvrté volbě jedním ze tří kandidátů na rektora Jihočeské univerzity a 3. března byl do funkce zvolen. Mandát mu vypršel dne 31. března 2020, vystřídal jej Bohumil Jiroušek. Machula již ve funkci pokračovat nechtěl.
15. prosince 2020 jej prezident České republiky Miloš Zeman jmenoval profesorem v oboru Filosofie. Slavnostní akademický obřad v budově pražského Karolina, při kterém profesoři měli převzít jmenovací dekrety od ministra školství, mládeže a tělovýchovy, se nemohl uskutečnit z důvodu pandemie koronaviru; dne 30. března 2021 proto Tomáš Machula převzal jmenovací dekret z rukou rektora Jihočeské univerzity Bohumila Jirouška.
Tomáš Machula je ženatý s Helenou Machulovou, má tři děti a žije v Českých Budějovicích. Tomáš Machula je členem LSSD (Laických sdružení svatého Dominika).
Dne 16. července 2022 jej českobudějovický diecézní biskup Vlastimil Kročil vysvětil na trvalého jáhna.

## Dílo
- MACHULA, Tomáš. Církev - dům Boží: do domu Hospodinova půjdeme. Svitavy: Trinitas, 2000. 91 s. ISBN 80-86036-51-0.
- MACHULA, Tomáš. De aeternitate mundi sv. Tomáše Akvinského v historické perspektivě. Praha: Krystal OP, 2003. 79 s. ISBN 80-85929-57-0.
- MACHULA, Tomáš. Křesťanská víra a racionalita: filosofický přístup. České Budějovice: Jihočeská univerzita, 2004. 95 s. ISBN 80-7040-727-1.
- MACHULA, Tomáš. Filosofie přírody. Praha: Krystal OP, 2007. 109 s. ISBN 978-80-87183-00-7.
- MACHULA, Tomáš. Causa efficiens: příčina účinná a princip kauzality mezi realismem a redukcionismem. České Budějovice: Jihočeská univerzita v Českých Budějovicích, 2009. 92 s. ISBN 978-80-7394-208-3.
- MACHULA, Tomáš. Tomismus čtyřiadvaceti tezí. Praha: Krystal, 2010. 228 s. ISBN 978-80-87183-28-1.